# Donald deAvila Jackson
Pour les articles homonymes, voir Donald Jackson et Jackson.
Donald deAvila Jackson (dit aussi Don D. Jackson) (28 janvier 1920, Oakland, Californie - 29 janvier 1968, Foster City, Californie) est un psychiatre américain, pionnier de la thérapie familiale et de la thérapie brève et membre fondateur de l'École de Palo Alto.

## Biographie
En 1937, Jackson commence ses études de médecine et de psychiatrie à l'Université Stanford, Palo Alto. Au cours de ses études, il s'intéresse aux travaux sur l'hypnose de Milton Erickson et Lawrence Kubie. À partir de 1947, il commence une formation analytique à Washington avec les psychanalystes Harry Stack Sullivan et Frieda Fromm-Reichmann. Il sera fort influencé par la pensée interactionnelle de Sullivan qui décrit la psychiatrie comme l'étude du comportement interpersonnel et insiste sur le fait que le thérapeute est toujours à la fois un participant et un observateur. Durant cette période, Jackson travaille avec des schizophrènes dans la clinique psychiatrique de Chestnut Lodge.
En 1950 Jackson revient dans la région de Palo Alto et en 1954 il publie son article La question de l'homéostasie familiale dans lequel il applique les concepts de « Milieu Interne » de Claude Bernard et d'homéostasie de Walter Bradford Cannon à l'étude de la famille.  La même année il rejoint Gregory Bateson, John Weakland et Jay Haley au Veterans Administration Hospital de Palo Alto dans le cadre du « Projet Bateson » sur l'étude du paradoxe de l'abstraction dans la communication.
En 1956, les membres du projet publient ensemble leur article Vers une théorie de la schizophrénie dans lequel ils introduisent le concept de double contrainte, « Double bind » en anglais. En 1957, Jackson démissionne de l'association de psychanalyse.
En 1959 il crée le Mental Research Institute (MRI) de Palo Alto avec Virginia Satir et Jules Riskin. Ils sont rejoints en 1961 par Paul Watzlawick et en 1962 par John Weakland, Jay Haley et Richard Fisch. En 1962, Jackson est le cofondateur de la revue Family Process avec Jay Haley et Nathan Ackerman.